# NGC 3237
NGC 3237 ist eine linsenförmige Galaxie vom Hubble-Typ SB0 im Sternbild Großer Bär am Nordsternhimmel. Sie ist schätzungsweise 314 Millionen Lichtjahre von der Milchstraße entfernt.
Das Objekt wurde am 18. März 1787 von Wilhelm Herschel entdeckt.